# Teesdalia nudicaulis
Espèce
Teesdalia nudicaulis, la Téesdalie à tige nue, est une espèce de plantes herbacées annuelles de la famille des Brassicaceae.
Le nom du genre botanique Teesdalia (de) rend hommage au jardinier et botaniste anglais Robert Teesdale (de) (1740-1804).